# Rudy Wijnands
Rudi Adam Dirk Wijnands (Rudy) (1971) is een Nederlandse astrofysicus. Hij is sinds 2017 hoogleraar Observationele Hoge-Energie Astrofysica, in het bijzonder Relativistisch Compacte Objecten aan de Universiteit van Amsterdam.

## Opleiding en carrière
Wijnands promoveerde in 1999 aan de Universiteit van Amsterdam op het proefschrift Millisecond phenomena in X-ray binaries. Zijn promotor was Michiel van der Klis. Na zijn promotie werkte hij onder andere aan de University of St Andrews in Schotland en aan het Massachusetts Institute of Technology in de Verenigde Staten. In 2004 keerde hij terug naar de Universiteit van Amsterdam en is hij verbonden aan het Anton Pannekoek Instituut van die universiteit. In 2008 werd hij universitair hoofddocent en in 2017 hoogleraar.

## Onderzoek
Het onderzoek van Wijnands richt zich op het invangen van materiaal (accretie) door neutronensterren en zwarte gaten. Hij gebruikt hiervoor onder andere röntgentelescopen in de ruimte zoals het Chandra X-ray Observatory en XMM-Newton. Wijnands is gespecialiseerd in neutronensterren en zwarte gaten die duizend tot tienduizend keer langzamer materie vergaren dan gebruikelijk. Hij ontwikkelde een eigen onderzoekstak voor onderzoek naar het inwendige van neutronensterren door te kijken naar de afkoeling van een neutronenster nadat deze is opgewarmd door ingevangen materie. 
Eerder in zijn carrière was Wijnands betrokken bij onderzoek naar quasi-periodieke oscillaties. Zo ontdekte hij in 1998 met Michiel van der Klis dat de röntgendubbelster SAX J1808.4-3658 röntgenpulsen uitzendt met milliseconde-intervallen. Dat was bewijs voor een model dat verklaart dat millisecondepulsars snel ronddraaien doordat ze materiaal invangen van een nabije ster in een röntgendubbelstersysteem.

## Prijzen
- 1998: Andreas Bonn medaille van het Genootschap ter Bevordering van Natuur-, Genees- en Heelkunde voor zijn promotieonderzoek.
- 2006: Bruno Rossi Prize samen met Deepto Chakrabarty en Tod Strohmayer voor pionierend onderzoek dat onthulde dat millisecondepulsars ontstaan als een neutronenster materiaal invangt van een nabije ster.[3]
- 2008: ERC Starting Grant.

## Weblinks
Medewerkerspagina op uva.nl